# Société nationale des constructions aéronautiques du sud-est
La Société nationale des constructions aéronautiques du sud-est (in francese Società nazionale di costruzioni aeronautiche sud-est), conosciuta anche come Sud-est o con la sua sigla SNCASE, era un'azienda aeronautica francese, o più propriamente un consorzio, fondato il 1º febbraio 1937 e costituito dagli stabilimenti Potez di Berre, dalla Chantiers Aéro-Maritimes de la Seine (CAMS), a Vitrolles, i Chantiers aéronavals Étienne Romano, a Cannes, la Société provençale de constructions aéronautiques (SPCA) a Marsiglia, e dalla Lioré et Olivier ad Argenteuil e Marignane, conseguenza della nazionalizzazione, effettiva dal 15 luglio 1937, nella quale vennero coinvolte tutte le aziende aeronautiche francesi ad indirizzo bellico. Con questa sigla continuerà la produzione delle precedenti aziende, ad esempio il SNCASE LeO 451 ed il Bloch MB 151,  ed avvierà una serie di nuovi progetti. Alla fine della seconda guerra mondiale Henrich Focke, già prigioniero di guerra in Francia, venne assegnato all'azienda come consulente d'ingegneria.
Nel marzo 1957 si fonde con la SNCASO assumendo la ragione sociale Sud Aviation.

## Produzione
| Modello              | Anno | Tipo                        | Esemplari | Note                                                              |
| SE-100               | 1939 | aereo da caccia             |           |                                                                   |
| SE-1010              | 1948 | aereo da ricognizione       |           |                                                                   |
| SE-1210              | 1948 | idrovolante sperimentale    |           |                                                                   |
| SE-1010              | 1948 | aereo da ricognizione       |           |                                                                   |
| SE-161 Languedoc     | 1945 | aereo di linea              |           |                                                                   |
| SE-200               | 1942 | idrovolante da trasporto    |           |                                                                   |
| SE-2010 Armagnac     | 1949 | aereo da trasporto civile   |           |                                                                   |
| SE-2100              | 1945 | aereo da turismo            |           |                                                                   |
| SE-210 Caravelle     | 1955 | aereo di linea              |           | più noto come Sud Aviation Caravelle                              |
| SE-212 Durandal      | 1956 | aereo da caccia             |           |                                                                   |
| SE-2300              | 1945 | aereo da turismo            |           |                                                                   |
| SE-2310              | 1945 | aereo da turismo            |           |                                                                   |
| SE-2410 Grognard     | 1950 | cacciabombardiere           |           |                                                                   |
| SE-2415 Grognard     | 1951 | cacciabombardiere           |           |                                                                   |
| SE-3000              | 1948 | elicottero da trasporto     | 1         | sviluppo del Focke-Achgelis Fa 223                                |
| SE-3101              | 1948 | elicottero sperimentale     |           |                                                                   |
| SE-3110              | 1950 | elicottero sperimentale     |           |                                                                   |
| SE-3120 Alouette     | 1951 | elicottero da collegamento  |           | prodotto in seguito come Sud Aviation ed Aérospatiale Alouette    |
| SE-3130 Alouette II  | 1955 | elicottero leggero          |           | prodotto in seguito come Sud Aviation ed Aérospatiale Alouette II |
| SE-400               | 1939 | idrovolante da ricognizione |           |                                                                   |
| SE-5000 Baroudeur    | 1953 | cacciabombardiere           |           |                                                                   |
| SE-5003 Baroudeur    | 1955 | cacciabombardiere           |           |                                                                   |
| Vampire Mk.53/SE-530 | 1951 | cacciabombardiere           |           | versione su licenza del de Havilland Vampire inglese              |
| SE-532 Mistral       | 1951 | cacciabombardiere           |           | versione su licenza del de Havilland Vampire inglese              |
| SE-535 Mistral       | 1952 | cacciabombardiere           |           | versione su licenza del de Havilland Vampire inglese              |
| Aquilon 20           | 1952 | caccia ognitempo            |           | versione su licenza del de Havilland Sea Venom inglese            |
| Aquilon 202          | 1952 | caccia ognitempo biposto    |           | versione su licenza del de Havilland Sea Venom inglese            |
| Aquilon 203          | 1952 | caccia ognitempo            |           | versione su licenza del de Havilland Sea Venom inglese            |
| Aquilon 204          | 1952 | caccia ognitempo biposto    |           | versione su licenza del de Havilland Sea Venom inglese            |
| SE-700               | 1945 | autogiro da turismo         |           |                                                                   |
| SE-700A              | 1946 | autogiro da turismo         |           |                                                                   |